# ウィリアム・ラザフォード
ウィリアム・ラザフォード（William Rutherford、1798年 - 1871年）は、イングランドの数学者。1841年に円周率を208桁計算したことで有名。
のちに最初の152桁のみが正しいことが分かったが、1789年以来スロベニアの数学者ユーリイ・ヴェガが保持していた記録（140桁、最初の126桁が正しい）を破った。現在の記録は円周率の歴史参照。ラザフォードは次の式を用いた。
{\displaystyle {\pi  \over 4}=4\arctan \left({1 \over 5}\right)-\arctan \left({1 \over 70}\right)+\arctan \left({1 \over 99}\right)}

## 生涯
1798年ごろに生まれた。1822年から1825年までウッドバーンの学校で修士号を取得し、RoxburghshireのHawickへ行き、後に（1832-1837年）ベリック・アポン・ツイードのCorporation Academyで修士号を取得している。
1838年、ウーリッジの王立陸軍士官学校で数学職を得た。1844年から1847年まで王立天文学会会議のメンバーであり、1845年と1846年には名誉幹事であった。Wesley S. B. Woolhouseの友人であった。
1864年ごろにウーリッジにおける職から引退し、1871年9月16日に73歳でチャールトン、Maryon Road、Tweed Cottageにある自宅で亡くなった。

## 業績
Stephen Fenwickと（vol.1のみ）Thomas Stephen DaviesとThe Mathematician, vol. i. 1845, vol. ii. 1847, vol. iii. 1850を編集し、多くの論文を寄稿した。1822年から1869年までThe Ladies' Diaryに問題、解法、論文を送り、Gentlemen's Diaryへも寄稿した。数学的研究は伝統型であった。
編集したもの
- Simson's Euclid (1841, 1847);
- Charles Hutton's Course of Mathematics, for Woolwich, 1841, 1846, 1854, 1860;
- John Bonnycastle's Algebra, with William Galbraith, 1848;
- Thomas Carpenter's Arithmetic, 1852, 1859;
- Edwin Colman Tyson's Key to Bonnycastle's Arithmetic, 1860;

次のものを発表している。
- Computation of π to 208 Decimal Places (correct to 153), Philosophical Transactions, 1841.
- Demonstration of Pascal's Theorem, Philosophical Magazine, 1843.
- Theorems in Co-ordinate Geometry, Philosophical Magazine, 1843.
- Elementary Propositions in the Geometry of Co-ordinates  (with Stephen Fenwick), 1843.
- Earthwork Tables  (with Charles K. Sibley), 1847.
- Complete Solution of Numerical Equations , 1849.
- Arithmetic, Algebra, and Differential and Integral Calculus in  Course of Mathematics for R.M.A. Woolwich , 1850.
- The Extension of π to 440 Places (Royal Society Proceedings, 1853, p. 274).
- On Statical Friction and Revetments , 1859.

球面三角法の解に関するものを含む、数学の小冊子も書いている。